# Dieter Regh
Dieter Regh (* 29. Juli 1961) ist ein ehemaliger deutscher Fußballspieler.

## Karriere
Regh spielte im Amateurteam von Bayer 04 Leverkusen, als er am 30. Spieltag der Saison 1987/88 zu seinem Profidebüt in der Bundesliga kam. Im Duell der Werksteams stand er 90 Minuten bei der 1:4-Niederlage gegen Bayer 05 Uerdingen auf dem Feld. Anschließend fand Regh keine Berücksichtigung mehr bei den Profis.